# Tapís

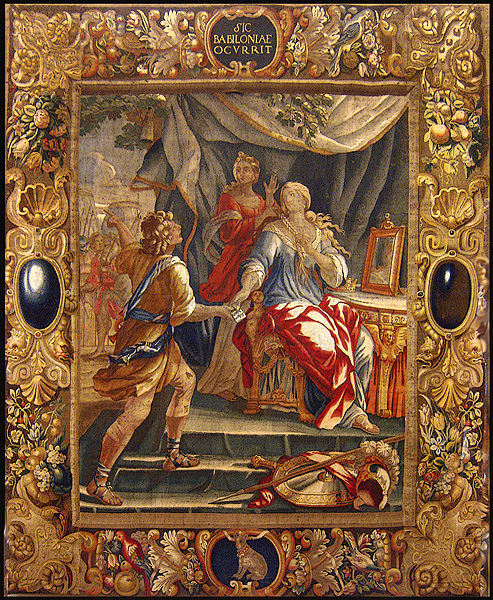
Tapís als Museus Capitolins, Roma

Un tapís és una tela decorada que cobreix els murs de tal manera que s'empren els fils per formar una sanefa o dibuix, com si fossin els colors d'un quadre. Segons la mida, els materials emprats (usualment llana i cotó) i la qualitat del dibuix, es determina la vàlua del tapís, que té una doble funció: decorativa i d'aïllament de les cambres, conservant la calor més temps. A diferència de la catifa, que cobreix el terra, un tapís ha de penjar en posició vertical.

## Història
Es té notícia de l'ús del tapís des de l'antiguitat, amb referències bíbliques, hel·lenístiques i egípcies. A l'època romana va decaure, per l'excessiu cost de produir-los (importats des d'Orient) i es va revifar amb un ús religiós, adornant els murs de les esglésies medievals per il·lustrar el poble sobre la doctrina cristiana, amb la mateixa funció que les pintures de l'altar o els vitralls.
A Europa va popularitzar-se a la Baixa Edat Mitjana, lligat als castells i palaus dels nobles, que usaven el tapís per lluir les pròpies armes i com a signe de luxe. A l'Edat Mitjana i el Renaixement, Flandes va esdevenir el centre de creació de tapissos més important del continent, fins al punt que les obres eren conegudes amb l'apel·latiu de "draps de ras", en referència al principal centre de producció al segle XIV, la ciutat d'Arràs. Des d'aquests centres del nord s'exportaven obres arreu d'Europa fins que, ben entrat el segle xv, diversos mestres francoflamencs s'instal·laren en ciutats de tot el continent, com ara Ferrara, Florència, Roma, Barcelona, Saragossa o Tortosa. Posteriorment es van fer famosos els tallers francesos, amb un estil arcaïtzant.
La historiografia antiga sovint va confondre els tapissos, fabricats en telars mitjançant la tècnica del teixit (disposició de fils en ordit i trama), amb els brodats, executats d'acord amb una altra tècnica. D'aquesta manera, algunes importants obres brodades, com ara el drap de la conquesta de Bayeux o el de la Creació de Girona, són coneguts popularment com a tapissos.

## Tapissos cèlebres
- La dama i l'alicorn
- Apocalypse d'Angers
- Tapís de Bayeux
- Tapís d'Hestia
- Tapís de la Creació
- Penó de Sant Ot
- New World Tapestry
- Gran Tapís del World Trade Center